# Grzegorz Hajdarowicz

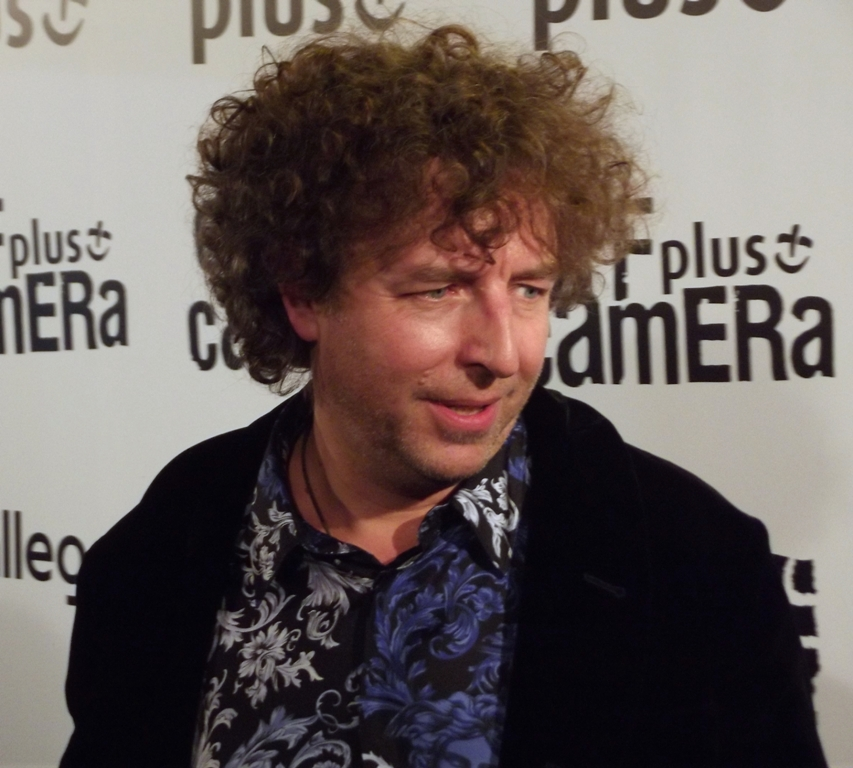

Grzegorz Marek Hajdarowicz (* 27. Oktober 1965 in Krapkowice) ist ein polnischer Unternehmer, Filmproduzent und Zeitungsverleger. 
Hajdarowicz studierte an der Jagiellonen-Universität in Krakau Jura. In den 1980er bis in die 1990er Jahre arbeitete er in Krakau und in New York als Journalist und Redakteur. Zu Beginn der 1990er Jahre war er in Krakau auch Mitglied des Stadtrats. 1991 gründete er das Unternehmen GREMI, dessen Geschäftsfeld zunächst der Handel mit Pharmazeutika war. Seit 1996 widmete es sich zusammen mit KCI S.A. und anderen Partnerunternehmen insbesondere Unternehmensberatung, Kapitalinvestition, Restrukturierung und Unternehmensaufkäufen. Ein Geschäftszweig war seit 1993 mit der Gremi Film Production S.A. die Filmproduktion. Hajdarowiczs GREMI-Gruppe war 2009 Mehrheitsaktionär an mehreren börsennotierten Unternehmen. Im Jahr 2006 wurde auch die Wochenzeitung Przekrój, 2011 die Tageszeitung Rzeczpospolita erworben. 